# Lime pursha
Variété
Classification phylogénétique
La lime pursha est un agrume buissonnant florifère et fructifère cultivé pour sa valeur décorative et aussi plus rarement alimentaire. Ses origines, son histoire sont encore mal documentées.

## Dénomination
Lime pursha, Lime douce de Rome ou limette douce de Rome sont usuels, en italien Lima dulce romana,  limetta dolce romana o (ou) pursha, en anglais sweet roman lime. Pursha Romana, Romana Lime,  Limetier de Rome. 
Citrus limetta romana est donné par Risso , Citrus limetta Risso (1813) est reconnu comme primo description pour 7 cultivars: la limette douce et la limette aigre, la bergamote, la mellarosa, Rangpur, Citron jambhiri. Citrus × limonia Osbeck 1765 est retenu par N. Rivera, R. Krueger et al. (2022) pour le cultivar diffusé de nos jours. 
L'origine romaine de la lime 'pursha' n'est pas démontrée: Il est vraisemblable que ce fruit est d'origine chinoise comme mentionné par Osbeck (1765) sous le nom de Lämties (limettes). Le pépiniériste M. Baches a diffusé un pursha chinois qu'il a introduit en France.
Le chinois 黎檬 (Lí méng) est un terme générique.

### Pourquoi Pursha?
Pursha - parfois purscha - ne figure pas dans la taxinomie botanique. Le terme est imprécis, on le trouve pour mentionner Citrus × aurantiifolia, la lime du Mexique. Pursha est donné (sans source) comme un hybride de lime indienne rangpur (Citrus ×limonia en français Citronnier de Canton, Limettier Rangpur) et du shikuwasa japonais (Citrus depressa), d'où son nom rangPUR-SHikuwasA
Purscha n'existe pas en sanscrit, et Purusha (sanskrit IAST : puruṣa) est un terme mythologique indien sans rapport avec un fruit.

## Histoire
Les primo-descripteurs parlent d'un gros fruit, d'une amertume et d'une acidité variable avec une pulpe adhérente, phénotype qui ne correspond pas aux limes pursha des collections et des pépiniéristes italiens actuels. Ferrari (1633) décrit une lime de Rome (lima romana) « entre le citron et une orange ronde, de taille moyenne », avec une douceur de gout. Paolo Bartolomeo Clarici qui cite Melangola (Citrus aurantium) comme synonyme (1726) parle aussi d'un fruit rond, doux-amer.

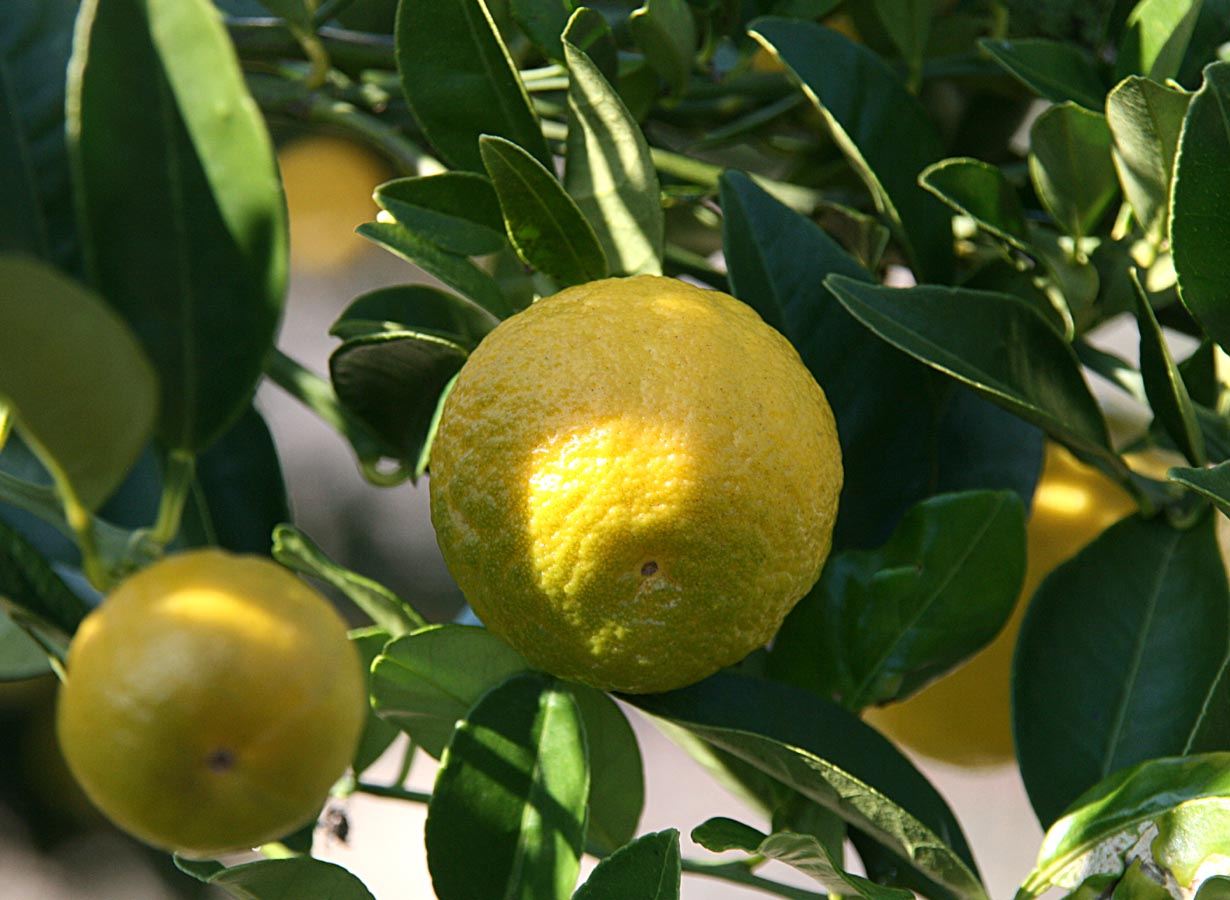
lime douce de Rome

La description est reprise par Volkamer. Loiseleur-Deslongchamps (1812) donne la traduction du texte latin en français, et Risso (1813, qui semble l'avoir vu) décrit le limettier de Rome avec « des fruits gros, couverts de rugosités et de protubérances, irréguliers, déprimés aux deux pôles et couronnés au sommet d’un mamelon aplati entouré de sillons, ils ont l’écorce épaisse, compacte, légèrement amère, d’un jaune pâle doré, adhérente à la pulpe qui est d’un vert jaunâtre, divisée en neuf ou dix loges, et contient un suc d’un goût fade. [] Le port de ce limettier n’est pas des plus agréables, quoique son feuillage soit très-touffu ». Le mamelon est typique des Citrus limettioides.
Gallesio (1839) analyse les textes de ses prédécesseurs, il note la confusion introduite par Volkamer (« après avoir représenté sous le nom de lime la lima dulcis, qui est un vrai limonorangé rond, à écorce mince mamelonnée, à feuille de limon, à fleur d'oranger, à pulpe abondante et douceâtre, il représente, sous le même nom, la lima romana, p. 152, qui est une orangecitrée, à feuille de citronnier à forme et couleur d'orange, et à écorce épaisse comme celle du citron »).

Paolo Galeotti (2003) dans son article Citrus limetta Pursha parle bien des limes pursha actuelles (« fruits petits, globuleux, à plusieurs stades de maturité présents sur la plante »). Il décrit l'origine comme incertaine et la classification difficile, il mentionne « l'hypothèse d'une hybridation de la lime 'Pursha' (limette acide) et du chinotto à grande feuille ».

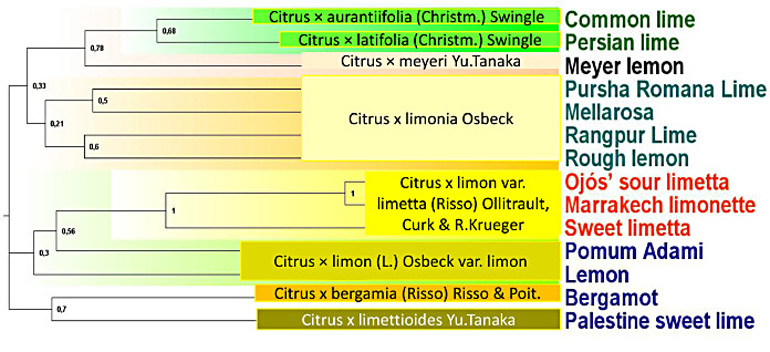
Classification phénétique (2022 - Diego Rivera et al.) rapproche dans C. x limonia des fruits hétérogènes.

En 2016 F. Curk et al. montrent que Pursha Romana présente des ancêtres communs avec les bergamote, mellarosa, citron Meyer, lime douce de Palestine, Poncire Pomum Adami, citron vert, lime Rangpur et citron. N. Rivera, R. Krueger et al. suivant Ollitrault et al. (2020) regroupent les limettes sucrées et acides à fruits aplatis, avec les limettes comme une variété de Citrus × limon. En l'absence d'analyse génomique aucune phylogénie n'est démontrable.

## Description - usage

### Usage décoratif

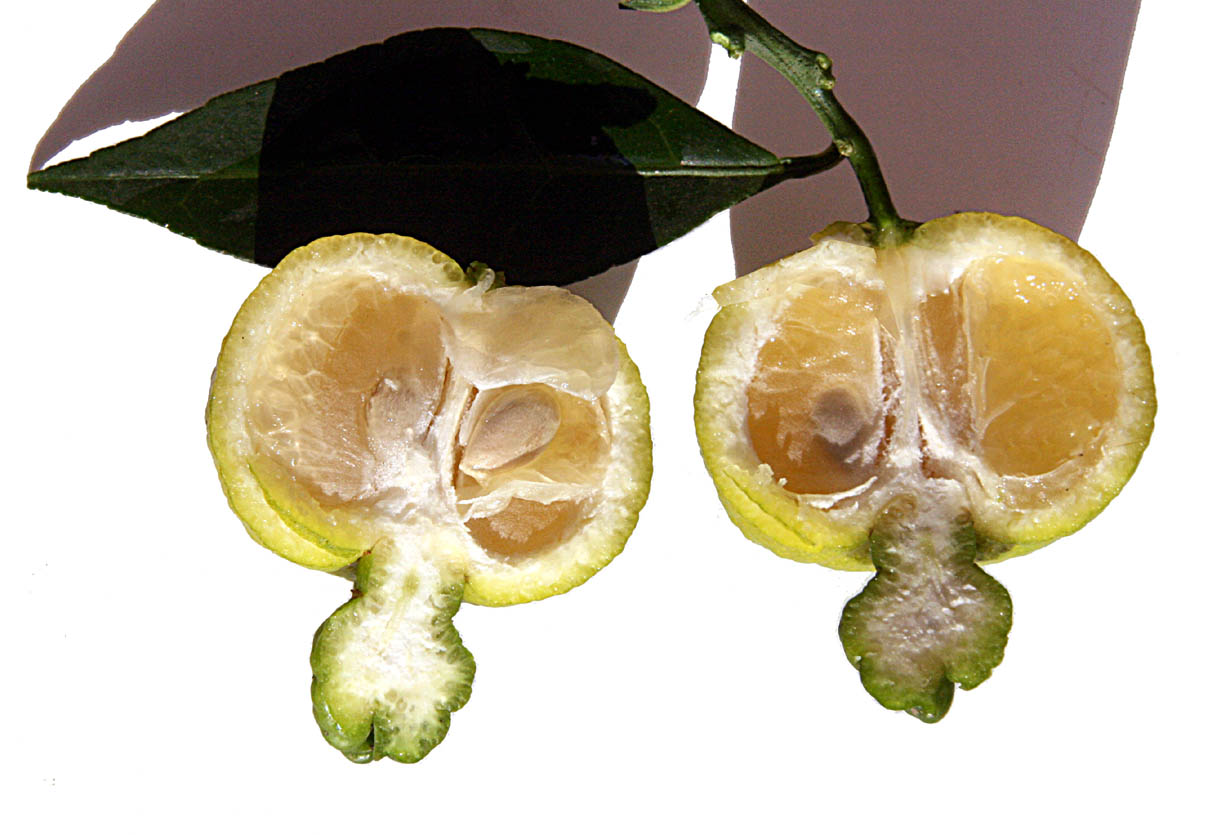
Excroissance secondaire axiale digitée sur lime pursha (en coupe)

La plante est un gros buisson, aux feuilles moyennes et denses. La floraison est abondante, parfumées et remontante. Les fruits sont aplatis de taille moyenne avec une tendance à former une excroissance secondaire digitée. La rusticité est donnée pour −4 °C.

### Cultivars
- Pusha gros fruit: obtention contemporaine décorative très fructifère[19].
- Pursha orange: Limette x chinotto (C. aurantifolia x C. myrtifolia), fruit orange qui ressemble à une petite mandarine asiatique[20].

### Usage alimentaire
La pulpe du fruit est aigre-douce (il perd en acidité avec la maturité), peu sucrée. Les fruits sont utilisés pour mariner la viande et le poisson, dans les salades, dans les soupes, les boissons, le thé, les liqueurs. Au Maroc, 'Pursha' peut être très doux: 10 °Brix, facile à peler il est consommé comme une mandarine.